# Fritz Heitmann (architekt)
Fritz Heitmann także Friedrich Heitmann (ur. 27 października 1853 w Ahlen, zm. 13 sierpnia 1921 w Królewcu) – architekt niemiecki związany z Prusami Wschodnimi, przedstawiciel nurtu historyzmu.

## Życiorys
W latach 1890–1896 wraz z prowincjonalnym konserwatorem zabytków Adolfem Boetticherem prowadził akcję inwentaryzacyjną na terytorium Prus Wschodnich. Zaangażowany katolik, projektował szereg ceglanych kościołów na terenie ówczesnej diecezji warmińskiej, na ogół w formach neogotyckich. Twórczo wykorzystywał elementy zaczerpnięte z gotyckiej architektury Prus Krzyżackich, jak wieże kościelne zwieńczone schodkowymi szczytami i sklepienia gwiaździste, śmiało zestawiając je z elementami, które w regionie nigdy nie występowały, jak np. granitowe filary międzynawowe. Sporadycznie projektował również świątynie ewangelickie oraz stosował inne style architektoniczne. Projektował ponadto wille na terenie dzielnicy Amalienau w Królewcu (m.in. własny dom), budynki administracyjne, gimnazjum i – być może – tzw. białe koszary w Ostródzie, szpital w Morągu, rozbudowę Szpitala Mariackiego w Olsztynie (1906–1907). W 1914 otrzymał tytuł radcy budowlanego.
Informacje dotyczące jego udziału w walkach I wojny światowej, wydają się – ze względu na wiek – mało prawdopodobne. Według B. Köstera, miałoby to spowodować załamanie zdrowotne, a to z kolei krach finansowy – i ostatnie 3 lata życia architekt miałby spędzić na plebanii zbudowanego przez siebie kościoła św. Wojciecha.
Został pochowany na cmentarzu parafii św. Wojciecha w Królewcu.
Jego wnukiem jest Heinrich Heitmann, członek zarządu firmy BMW, która planuje założenie fabryki samochodów w Królewcu.

## Dzieła
- 1892–1896 – neogotycki kościół w Klebarku Wielkim
- przed 1894–1896 – neogotycki kościół Brąswałdzie
- 1895–1896 – neogotycki kościół św. Katarzyny w Kętrzynie
- ok. 1893–1897 – neogotycki kościół w Dywitach
- 1897–1899 – neogotycki kościół w Kobułtach
- 1899–1901 – neoromański ewangelicki Luizy (wnętrze przekształcone)
- 1901-1902 – neogotycki budynek poczty w Królewcu
- 1902–1904 – neogotycki kaplica św. Wojciecha w Królewcu (przebudowany)
- 1904–1907 – neogotycki Świętej Rodziny w Królewcu (obecnie filharmonia)
- neorenesansowy kościół Lutra na Haberbergu w Królewcu (niezachowany)
- 1901–1903 – neogotycki kościół Najświętszego Serca Pana Jezusa w Olsztynie – największe dzieło Heitmanna; ogólna kompozycja z wysoką wieżą główną i dwiema niższymi przy prezbiterium wzorowana na katedrach w Ulm i Fryburgu Bryzgowijskim, tu jednak w wersji ceglanej, z wyraźnymi cytatami z architektury średniowiecznej państwa krzyżackiego, ale w formie znanej z XIX w.; wieża wzorowana na wieży zamku krzyżackiego w Królewcu, prezbiterium nawiązujące do kościoła zamkowego w Malborku.
- 1909[2] – neogotycki kościół w Pilawie niezachowany (?)
- 1912 – neogotycki kościół św. Brunona w Wystruci
- ok. 1910–1913 – neogotycki kościół w Biesowie
- 1911–1913 – neogotycki Kościół Niepokalanego Poczęcia Najświętszej Maryi Panny w Ostródzie (rozbudowa)
- 1911–1913 – neobarokowy kościół w Sząbruku (rozbudowa)
- 1912–1913 – neoromański kościół św. Józefa w Olsztynie
- 1914 – neogotycki kościół w Jonkowie (rozbudowa)
- kościół w Tapiawie (?)

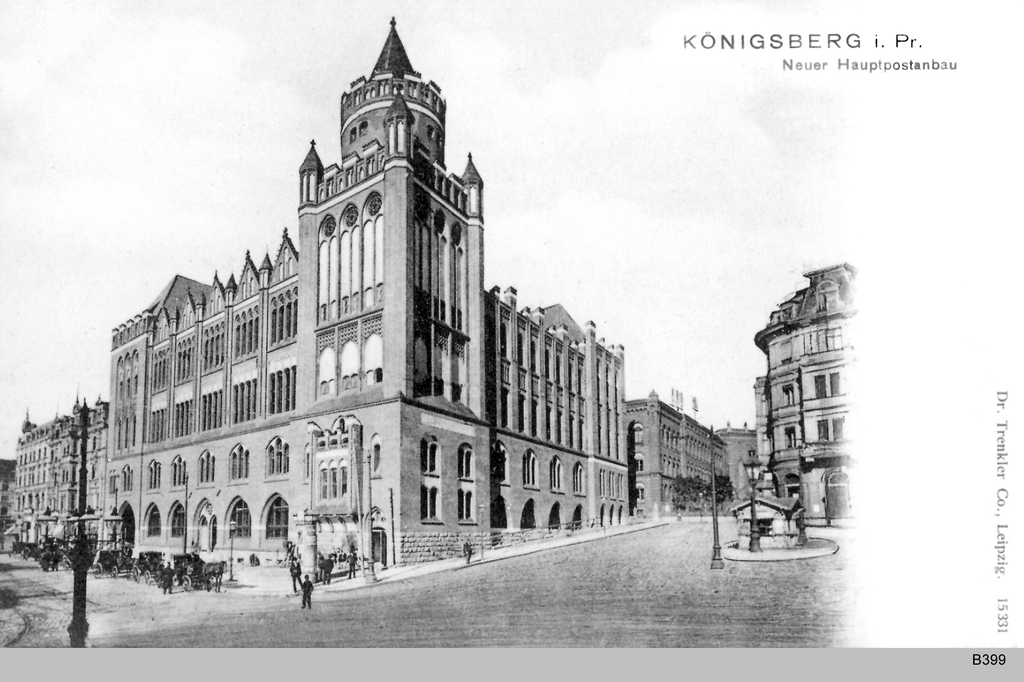
Budynek poczty w Królewcu
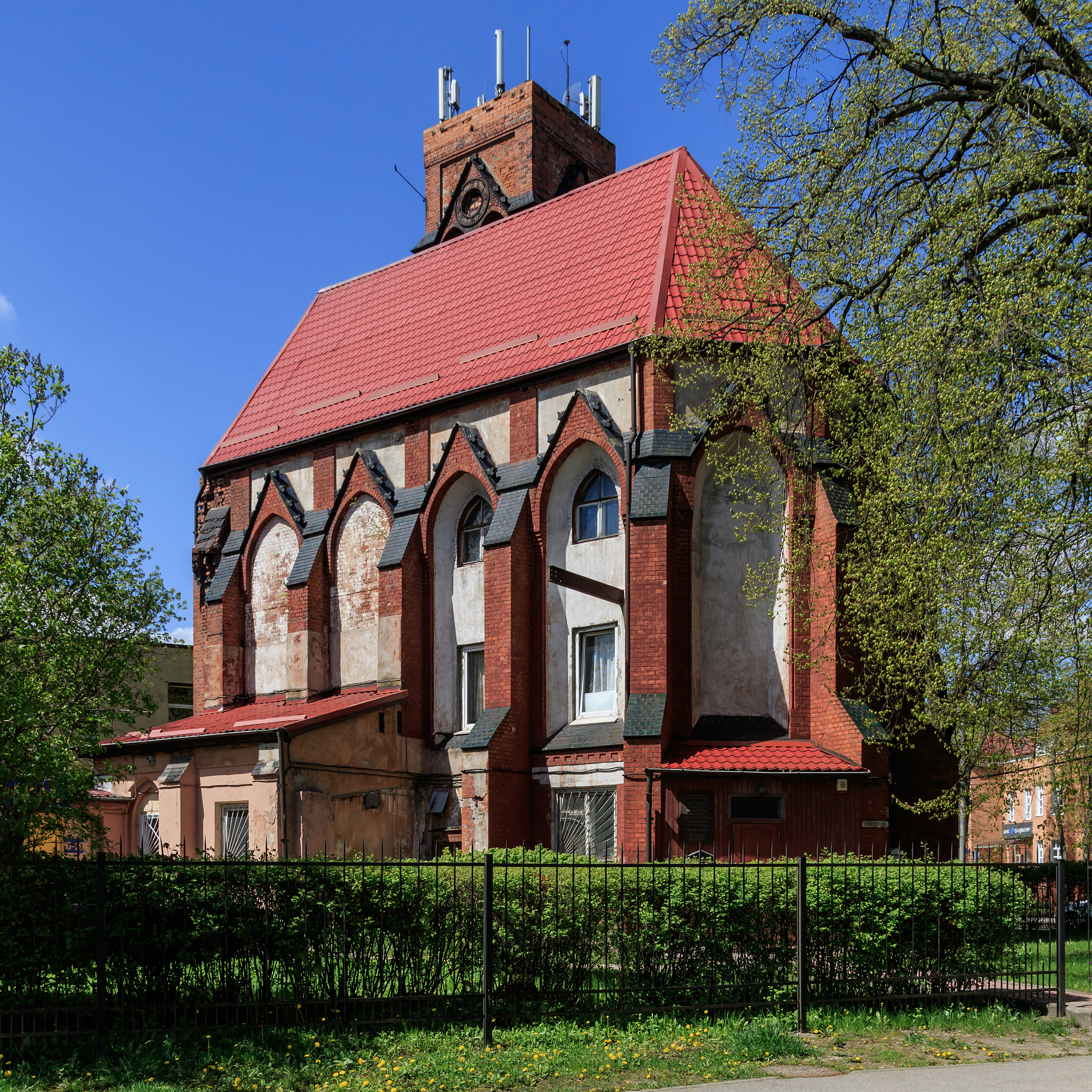
Kościół św. Wojciecha w Królewcu od strony wschodniej na starej pocztówce
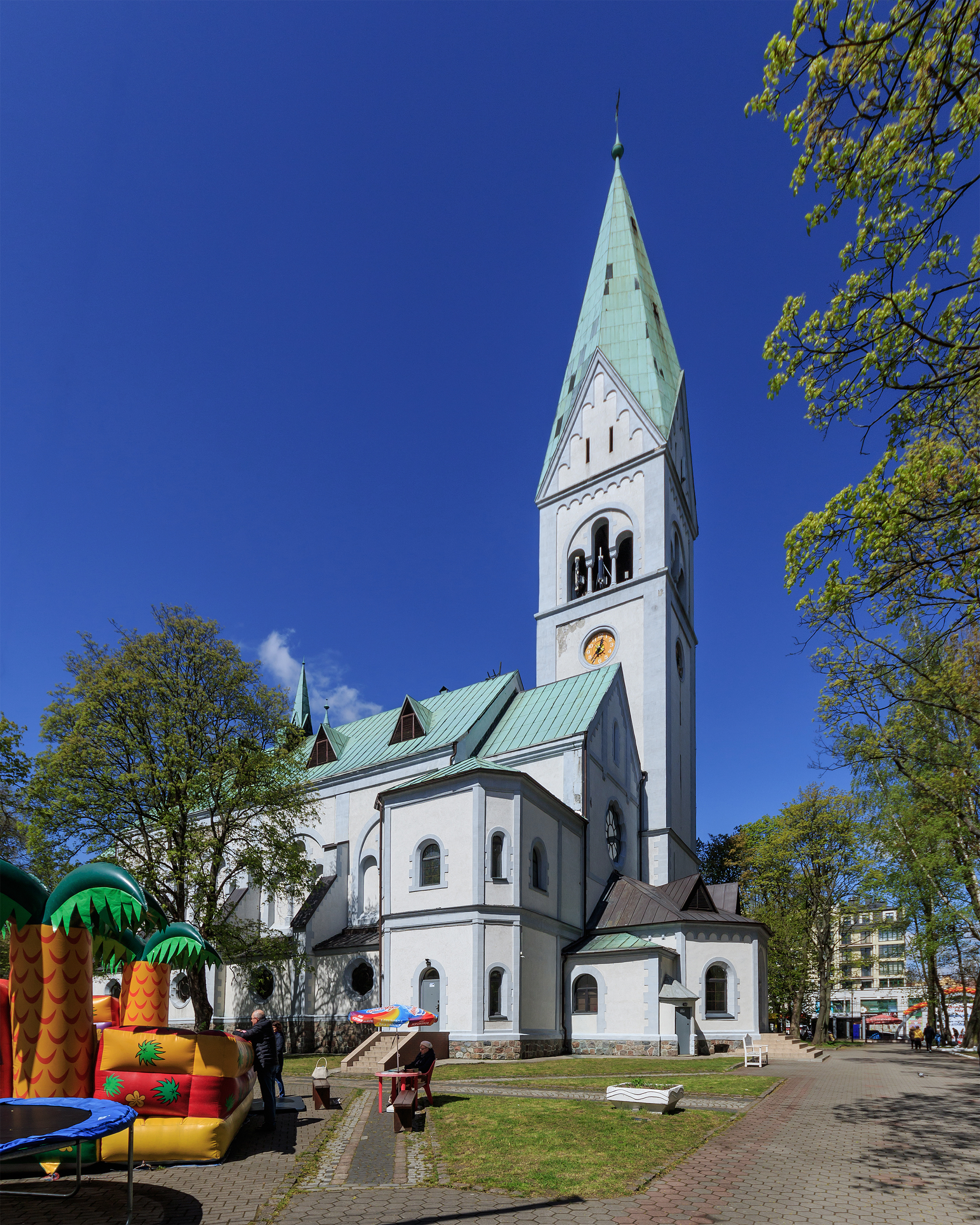
Kościół Luizy w Królewcu na starej pocztówce
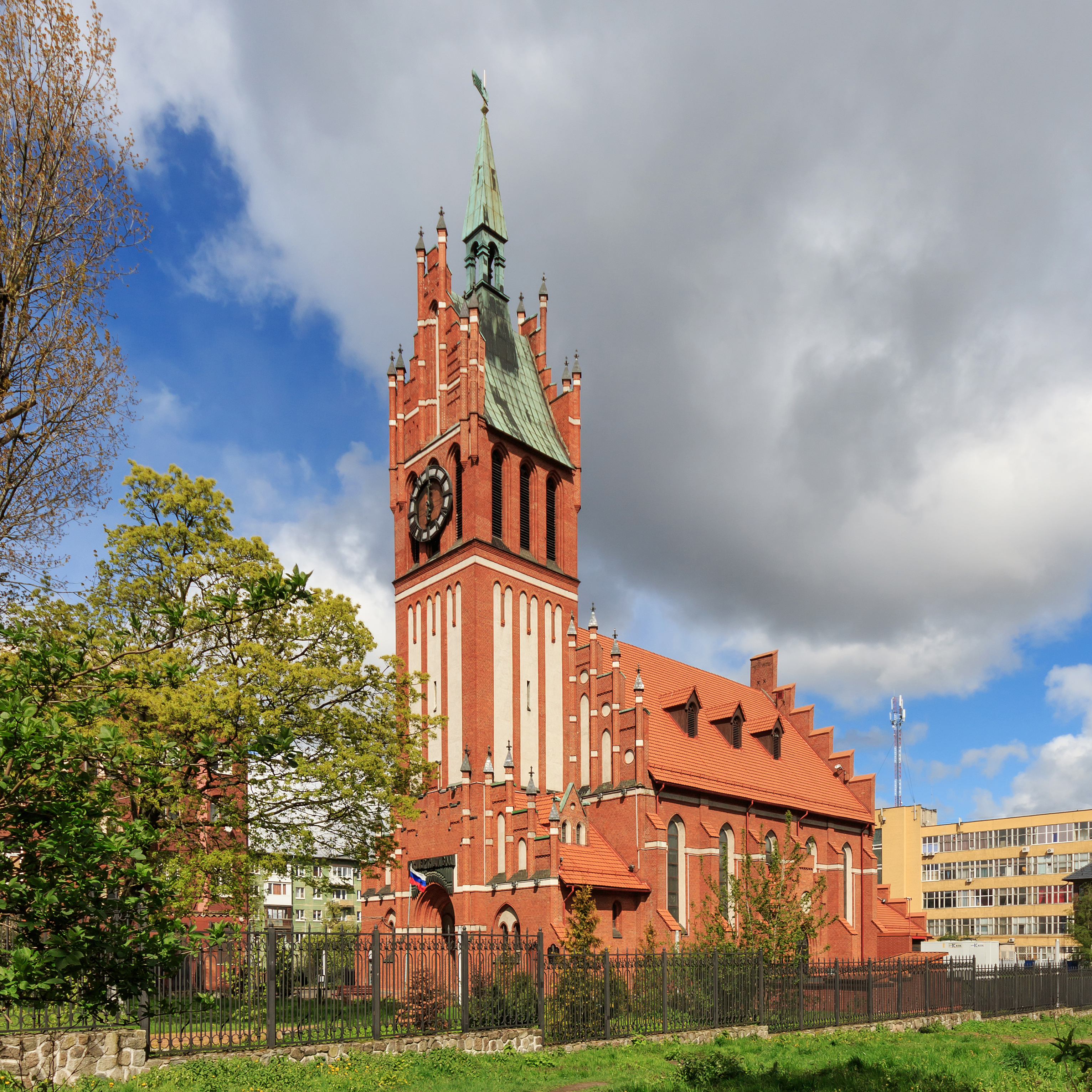
Kościół Świętej Rodziny w Królewcu na starej pocztówce
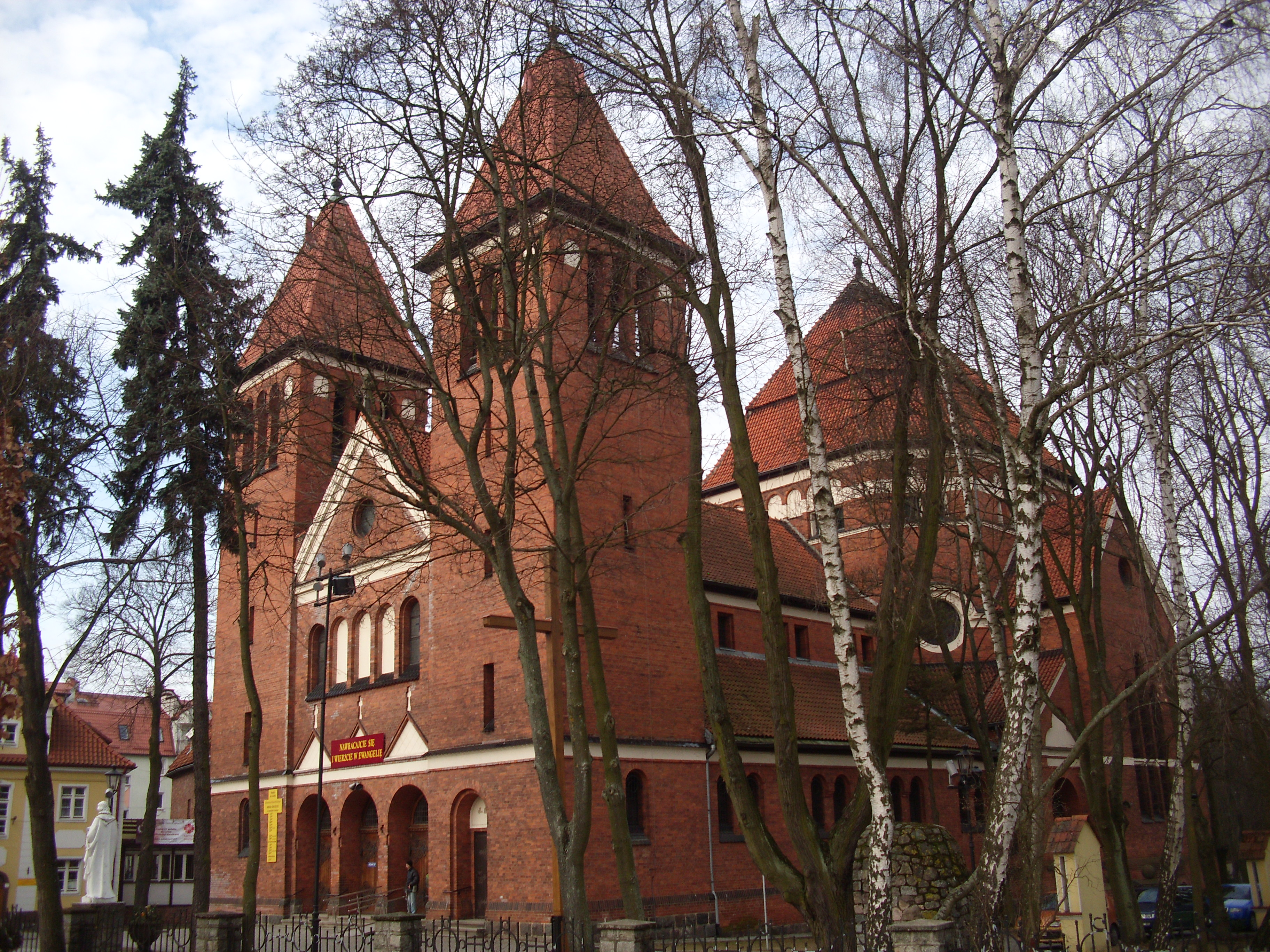
Kościół św. Józefa w Olsztynie
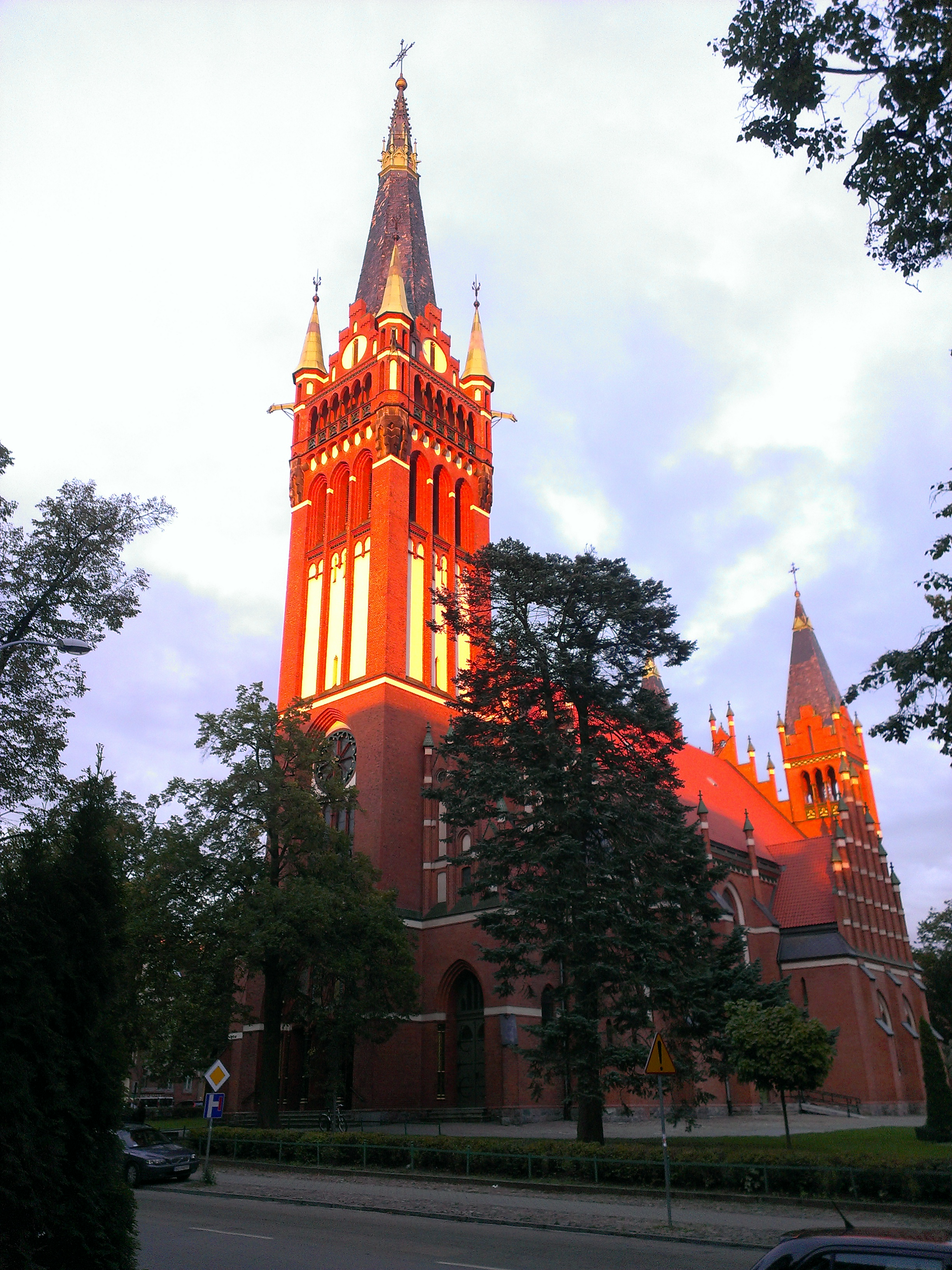
Kościół Serca Jezusowego w Olsztynie na starej pocztówce